# 塞氏耳孔鯰
塞氏耳孔鯰，為輻鰭魚綱鯰形目甲鯰科的其中一種，為熱帶淡水魚，分布於南美洲巴西Paraíba do Sul河流域，體長可達4公分，棲息在底層水域，生活習性不明。